# Кім Мін У
Кім Мін У (кор. 김민우, нар. 25 лютого 1990, Чинджу) — південнокорейський футболіст, півзахисник клубу «Санджу Санму» та національної збірної Південної Кореї.

## Клубна кар'єра
У молодому віці виступав за команду сеульского університету Йонсей. У 2009 році, будучи гравцем університетської команди, взяв участь у молодіжному чемпіонаті світу, де був помічений скаутами нідерландського «Феєнорда». Поїздка на перегляд закінчилася невдало, і оскільки Кім виїхав без дозволу керівництва університету, в покарання його відрахували зі своєї команди.
Після відрахування Кім не міг продовжувати футбольну кар'єру в Кореї, і його запросив японський клуб другого дивізіону «Саган Тосу», який тренував корейський спеціаліст Юн Джон Хван, футболіст підписав трирічний контракт. У 2011 році Кім разом зі своїм клубом піднявся в перший дивізіон Джей-ліги, де Кім провів ще п'ять сезонів. Більшість часу, проведеного у складі «Саган Тосу», був основним гравцем команди.
До складу клубу «Сувон Самсунг Блювінгз» приєднався на початку 2017 року. Протягом наступного сезону відіграв за сувонську команду 30 матчів в національному чемпіонаті, після чого на правах оренди перейшов у «Санджу Санму».

## Виступи за збірні
2009 року залучався до складу молодіжної збірної Південної Кореї, з якою брав участь у чемпіонаті світу серед молодіжних команд, на турнірі забив 3 голи і став чвертьфіналістом. У 2010 році у складі олімпійської збірної став бронзовим призером Азійських ігор в Китаї.
24 липня 2013 року дебютував в офіційних матчах у складі національної збірної Південної Кореї у матчі домашнього Кубка Східної Азії проти Китаю (0:0). Цей матч став для нього єдиним на турнірі, а його збірна здобула бронзові нагороди. Перший гол за збірну забив 10 жовтня 2014 року у товариській грі у ворота збірної Парагваю (2:0).
Наступного року у складі збірної був учасником Кубка Азії 2015 року в Австралії, де став срібним призером, на турнірі взяв участь в одному матчі. Влітку того ж року Кім зі збірною став переможцем Кубку Східної Азії 2015 року в Китаї, а 2017 року на турнірі у Японії захистив титул.
Наступного року у складі збірної був учасником чемпіонату світу 2018 року у Росії.

## Досягнення
- Бронзовий призер Азійських ігор: 2010
- Володар Кубка Східної Азії (2): 2015,  2017
- Срібний призер Кубка Азії: 2015
- Володар Кубка Південної Кореї (2): 2016,  2019